# Gămani
Gămani – wieś w Rumunii, w okręgu Gorj, w gminie Mușetești. W 2011 roku liczyła 58 mieszkańców.